# Michelle McCool
Michelle McCool (n. 25 ianuarie, 1980 în Palatka, Florida) este o wrestleră care facea parte din divizia Smackdown (X),în care deținuse titlul Women's Championship.

## Palmares
- Women's Championship,de 5 ori
- Divas Championship/Titlul feminin
- HardCore Women's Championship,de 3 ori
- HardCore Diva's Championship,de 2 ori

De asemenea,Michelle McCool este, după Beth Phoenix și Trish Stratus cea mai puternică Divă din WWE.

## PPVuri participate
- WrestleMania XXV
- Night of Champions 2009
- SummerSlam 2009
- Arnold StongesGirl,(cel mai puternic om din lume, desigur, după Mark Henry,care la ridicat pe Paul Wight (Big Show).).[necesită citare]